# Прометей (скульптура, Пол Маншип)
Прометей — бронзовая скульптура одного из титанов в древнегреческой мифологии — Прометея.

## История и описание
Позолоченная скульптура, отлитая из бронзы на заводе Roman Bronze Works в Куинсе в 1934 году, находится на нижней площади (Lower Plaza) в нью-йоркском Рокфеллер-центре на Манхэттене. Имеет общую высоту 5,5 м и весит 8 тонн. Авторы работы — американский скульптор Пол Маншип, Рене Шамбеллан, Гастон Лашез и Ли Лори.

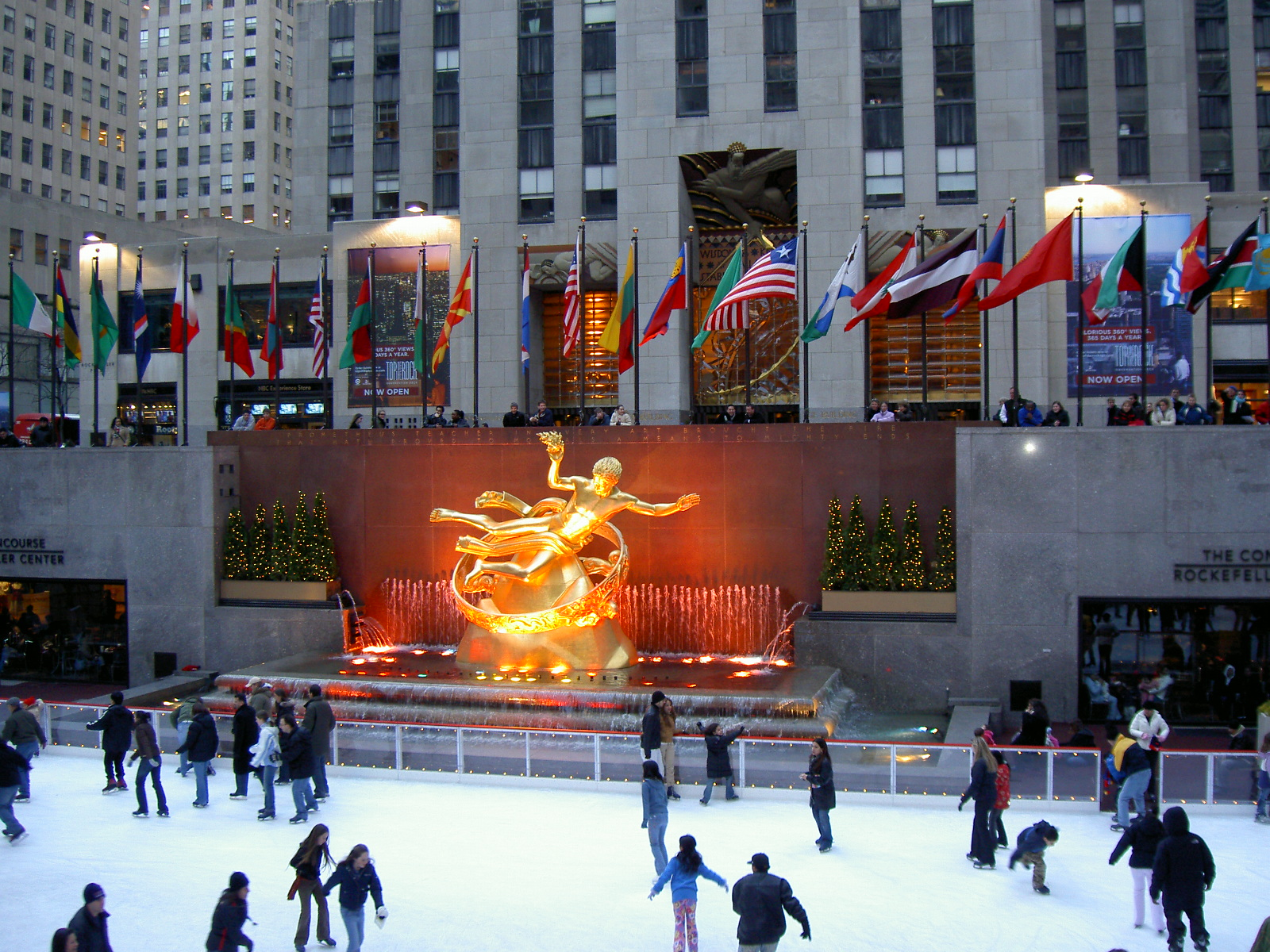
Общий вид монумента

Прометей изображен в полулежащем положении, размеры скульптуры составляют 18,3 на 4,9 метров, расположена она у стены на постаменте, находящемся в фонтане. На опоясывающем Прометея кольце, представляющем вселенную, на внутренней его части, написаны знаки зодиака. Надпись на верху гранитной стены за скульптурой, процитированная из Эсхила, на английском языке гласит: «Prometheus, teacher in every art, brought the fire that hath proved to mortals a means to mighty ends».
Фигура Прометея является главным произведением искусства Рокфеллер-центра и одной из наиболее известных работ художественных работ всего комплекса. Каждую зиму над статуей устанавливается Рождественская елка, в остальное время года Прометей выступает в качестве главной эстетической привлекательности в открытом ресторане нижней площади.
Первоначально статуя Прометея была окружена скульптурами Youth and Maiden также работы Маншипа, которые находились на гранитных выступах сзади основной работы (в настоящее время на них находятся живые растения) Но эти скульптуры были перевезены в Palazzo d’Italia (в период с 1939 по 1984 год), потому что Пол Маншип посчитал, что они визуально не подходят к его главному произведению.
Существуют несколько копий этой скульптуры: одна — в Смитсоновском музее американского искусства, вторая в — Музее американского искусства в Миннесоте, остальные находятся в частных коллекциях.

## Работа над скульптурой
Моделью для Прометея стал Леонардо Ноле (Leonardo Nole, 1907—1998), итальяно-американский телохранитель из Нью-Рошелла, штат Нью-Йорк, который служил натурщиком в местном колледже искусств. Весной 1933 года он провел три месяца за работой в студии Пола Маншипа. Ассистентом скульптора были Анджело Коломбо (Angelo Colombo), который выполнил бо́льшую часть работы над деталями скульптуры во время позирования Ноле, а также Генри Крейс, который занимался созданием волос на голове Прометея.

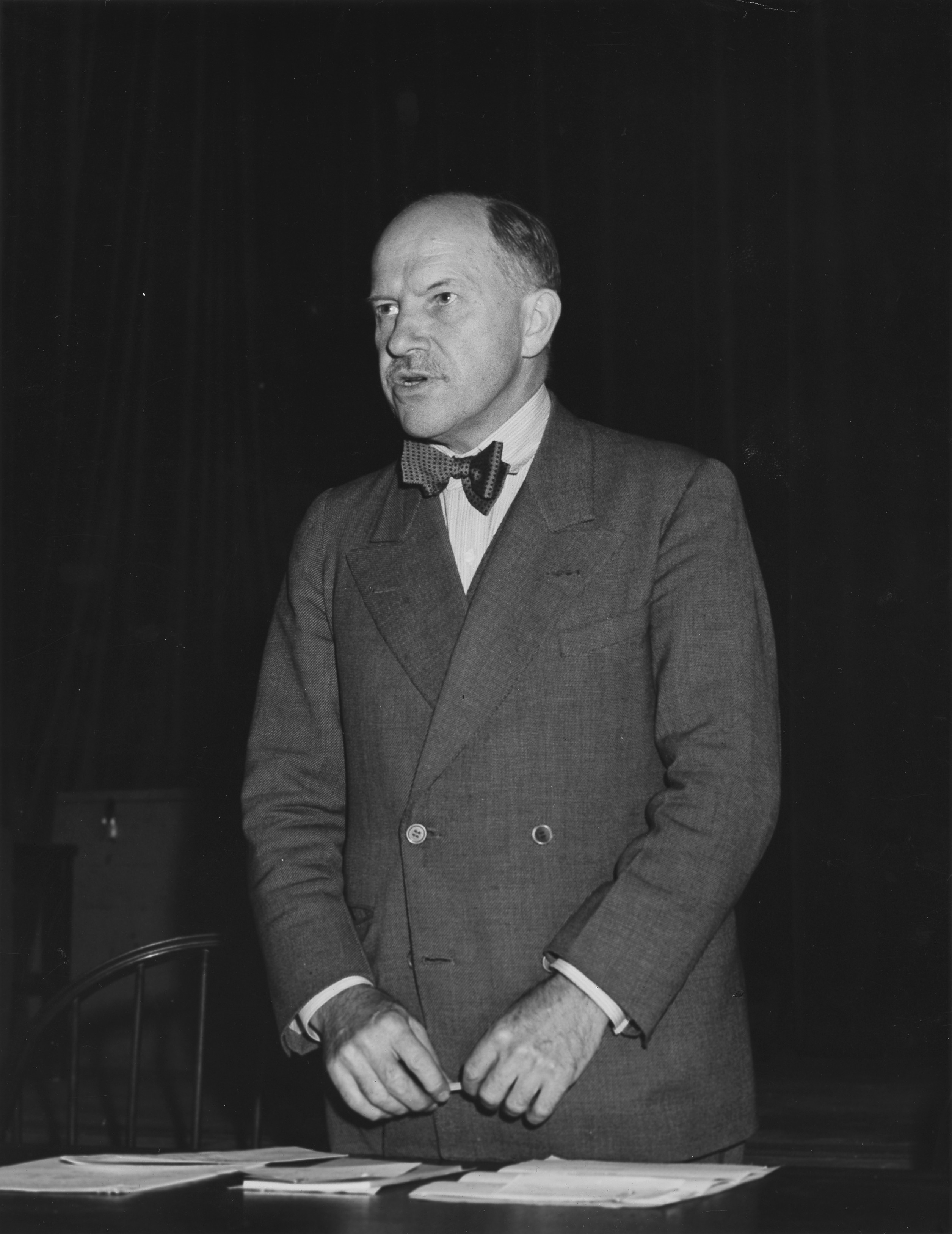
Пол Маншип, 1941 год
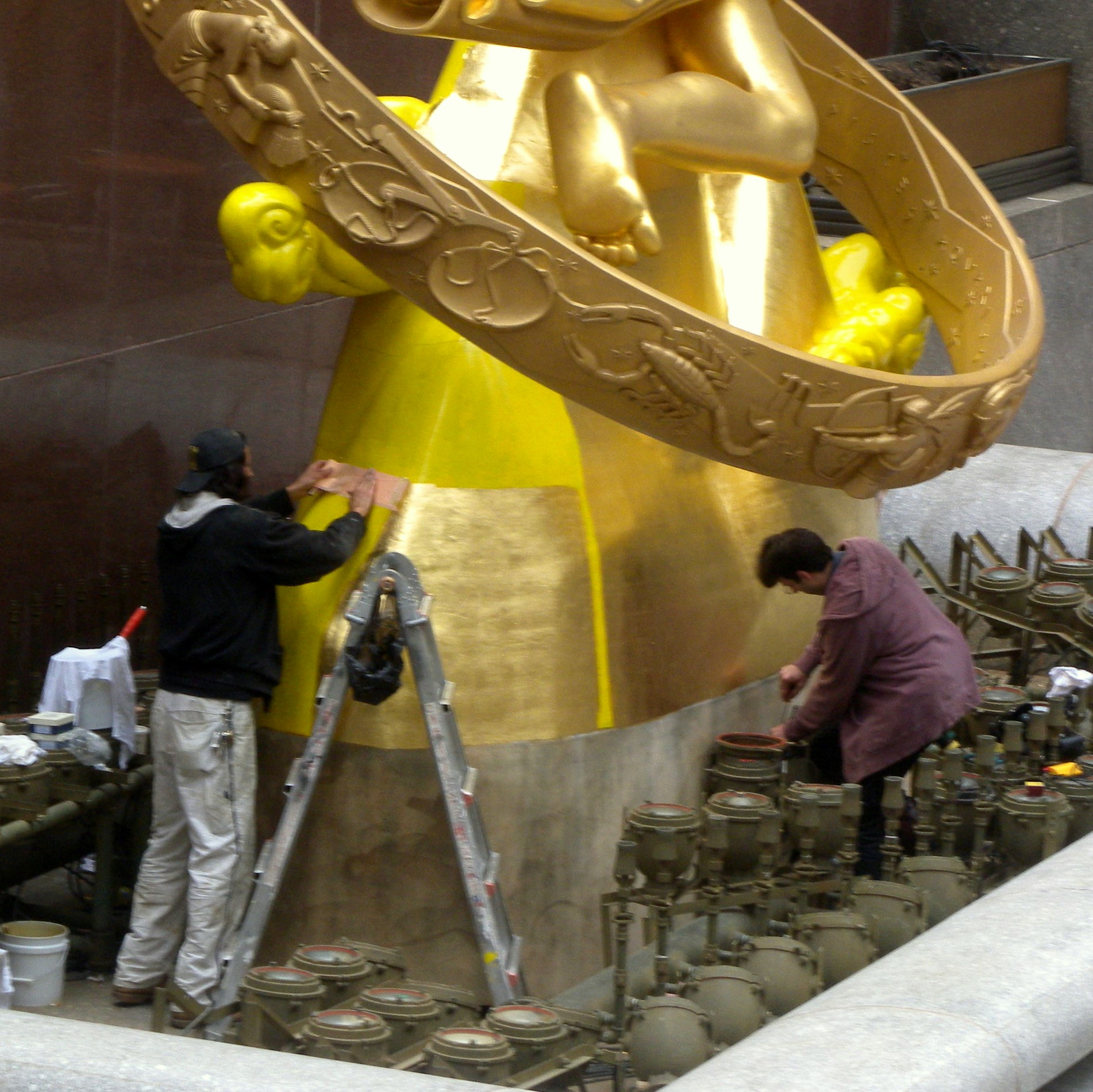
Позолочивание скульптуры
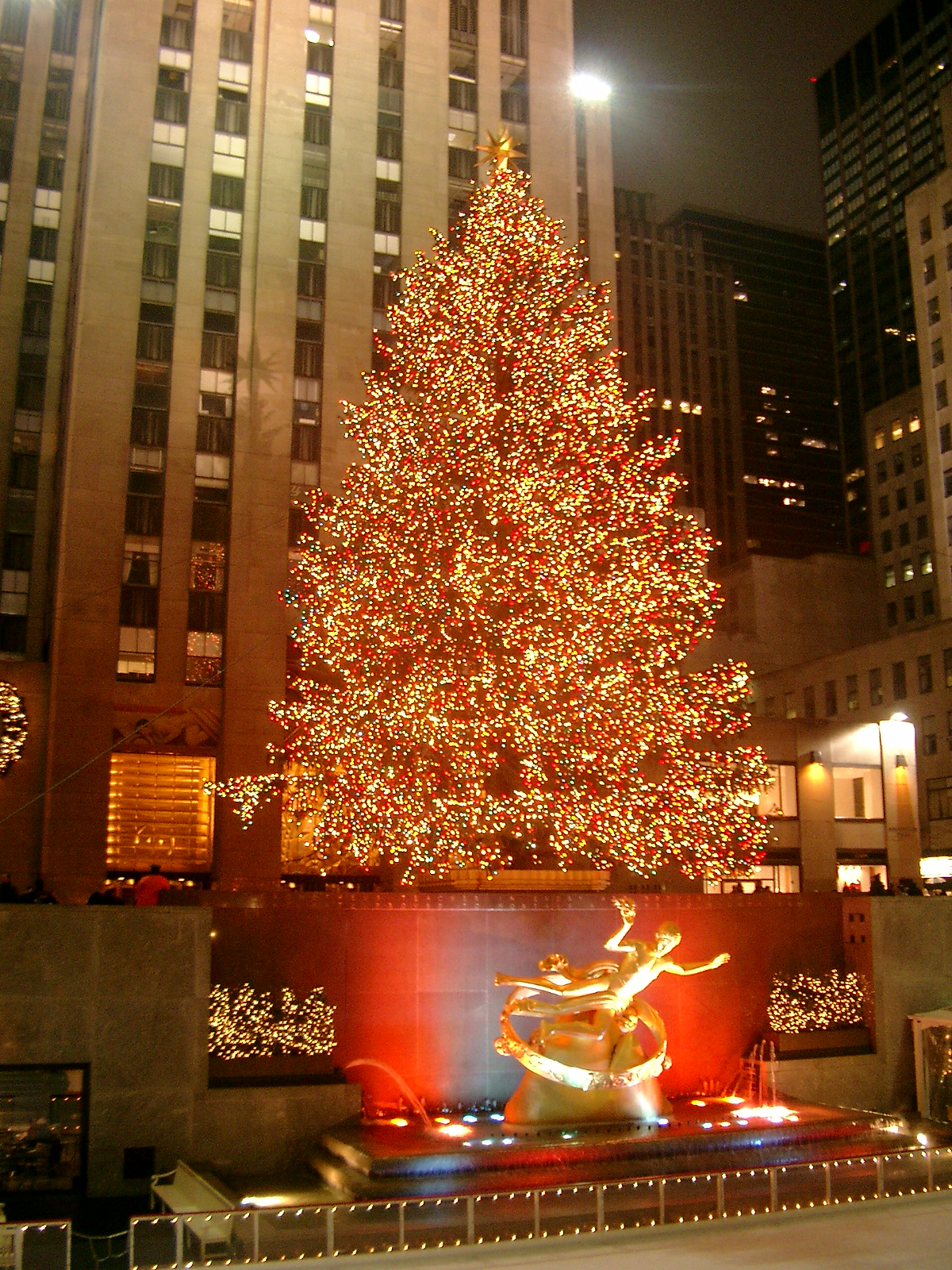
Рождественская ёлка в 2003 году